# José Régio

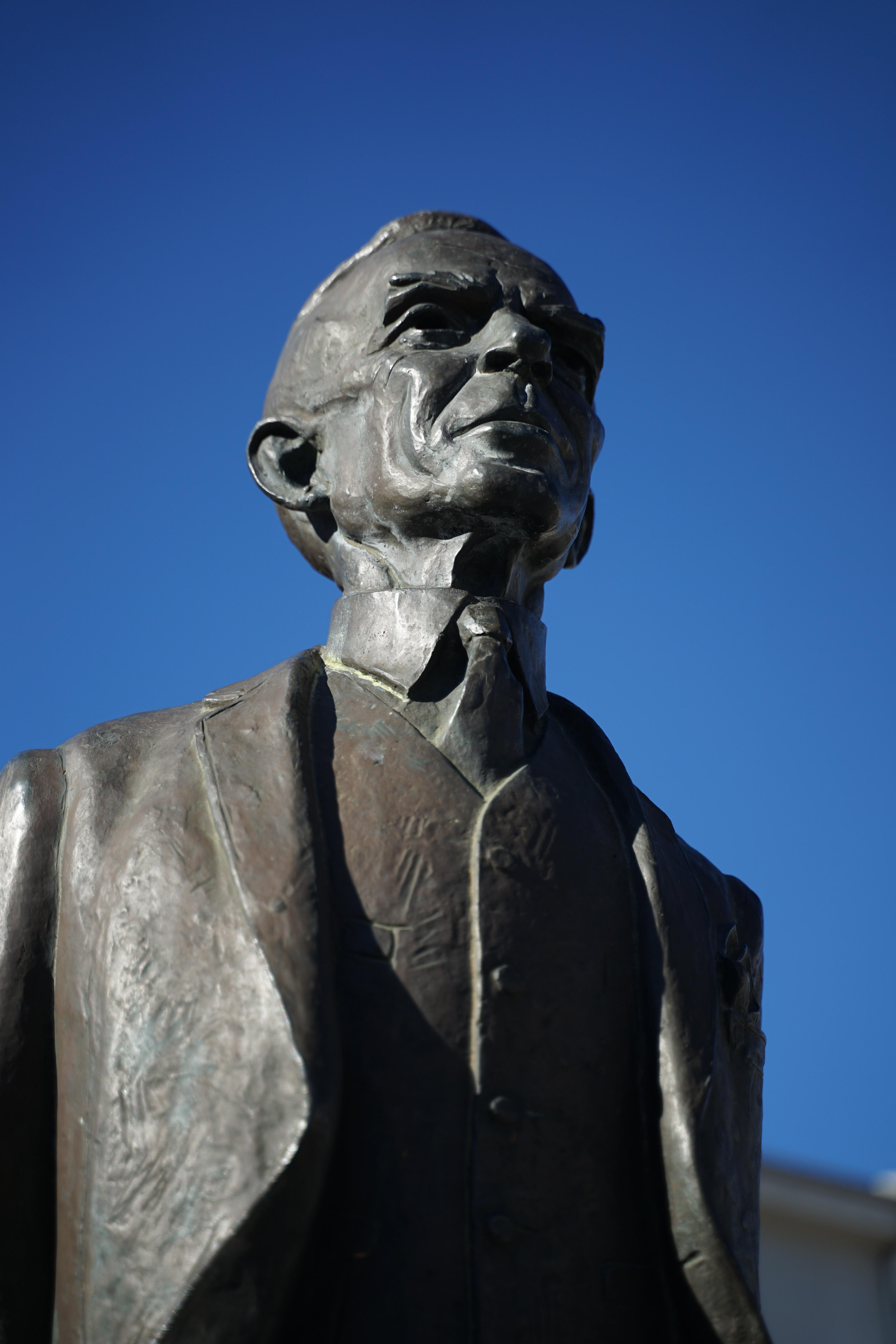
Denkmal für José Régio in Vila do Conde

José Régio (* 17. September 1901 als José Maria dos Reis Pereira in Vila do Conde; † 22. Dezember 1969 ebenda) war ein portugiesischer Schriftsteller und Romancier, der zu den bedeutendsten portugiesischen Autoren des 20. Jahrhunderts zählt.

## Leben
José Régio wurde 1901 in Vila do Conde in eine bürgerliche Familie von Gold- und Silberschmieden geboren. In Porto besuchte er als Internatsschüler ein Gymnasium; Erfahrungen aus dieser Zeit flossen in seinen Roman Uma gota de sangue (Ein Blutstropfen) ein. Von 1919 bis 1925 studierte José Régio Romanistik in Coimbra. In seiner Lizenziats-Dissertation über As Correntes e As Individualidades na Moderna Poesia Portuguesa (Die Strömungen und die Individualitäten in der modernen portugiesischen Poesie) griff er bereits eines der Themen auf, das ihn zeitlebens beschäftigen sollte: die Spannung zwischen der Selbstbestimmtheit des Einzelnen und den gesellschaftlichen Vorgaben, in denen er sich vorfindet. 1927 wurde er Mitherausgeber der Zeitschrift Presença und damit zum führenden Kopf des Segundo Modernismo, des „Zweiten Modernismus“ in Portugal. Von 1930 bis 1962 war José Régio Lehrer für Französisch und Portugiesisch an einem Gymnasium in Portalegre.
José Régio, ein starker Raucher, starb am 22. Dezember 1969 an einem Herzinfarkt in Vila do Conde.

## Werk
Zu seinem Werk gehören Dramen, Lyrik, Romane und Essays. O Quinto Império - Ontem Como Hoje, Mon cas, O Vestido Cor de Fogo, O Príncipe com Orelhas de Burro, Benilde ou a Virgem Mãe und As Pinturas do Meu Irmão Júlio wurden nach seiner Vorlage verfilmt (siehe unten).
Sein erster Roman, Blindekuh, ist zugleich sein umstrittenster. Zwischen 1934 und 1962 blieb Blindekuh verboten, nicht zuletzt weil sich er als Mitglied des Movimento de Unidade Democrática in Opposition zur Diktatur des Estado Novo stand.

## Schriften (Auswahl)

### Erstausgaben
- Poemas de Deus e Diabo (Gedichte von Gott und Teufel), 1925, Lyrik.
- Jogo da Cabra-Cega, (Blindekuh-Spiel), Roman, 1934.
- As Encruzilhas de Deus (Die Scheidewege Gottes), 1936, Lyrik.
- Antonio Botto e o amor (Antonio Botto und die Liebe), 1937, Monographie.
- O Principe com orelhas de burro (Der Prinz mit den Eselsohren), 1942, Kinderbuch.
- Benilde ou a virgem-mae (Benilde oder die jungfräuliche Mutter), 1947, Theaterstück.
- El-Rei Sebastiao (König Sebastian), 1949, Theaterstück.

### Übersetzungen ins Deutsche
- Blindekuh, Roman, aus dem Portugiesischen übersetzt und mit einem Nachwort versehen von Sven Limbeck, Elfenbein Verlag, Heidelberg 2001, ISBN 3-932245-24-5.
- Der Prinz mit den Eselsohren, Roman, aus dem Portugiesischen übersetzt von Astrid Schoregge, mit einem Nachwort von Sven Limbeck, Elfenbein Verlag, Berlin 2004, ISBN 3-932245-55-5.

## Verfilmungen
Eine Reihe Werke José Régios wurden verfilmt, insbesondere:
- 2009: Cântico Negro (Kurzfilm); Regie: Helder Magalhães - Werk: gleichnamiges Gedicht von 1925
- 2008: Romance de Vila do Conde (Kurzfilm); Regie: Manoel de Oliveira - Werk: Gedichte
- 2008: O Poeta Doido, o Vitral e a Santa Morta (Kurzfilm); Regie: Manoel de Oliveira - Werk: Gedichte
- 2004: O Quinto Império – Ontem Como Hoje; Regie: Manoel de Oliveira - Werk: Drama El-Rei Sebastião von 1949
- 1990: Cenas da Vida de Benilde (Fernsehfilm); Regie: František Listopad - Werk: Drama Benilde ou a virgem-mãe von 1947
- 1987: Mein Fall (Mon Cas); Regie: Manoel de Oliveira - Werk: Drama O Meu Caso von 1950 bzw. 1957
- 1985: O Vestido Cor de Fogo; Regie: Lauro António - Werk: gleichnamige Erzählung aus Histórias de mulheres von 1946
- 1979: O Príncipe com Orelhas de Burro; Regie: António de Macedo - Werk: gleichnamiger Roman von 1942
- 1975:  Benilde, Jungfrau und Mutter (Benilde ou a Virgem Mãe); Regie: Manoel de Oliveira - Werk: gleichnamiges Drama von 1947
- 1965: As Pinturas do Meu Irmão Júlio (Kurzfilm); Regie: Manoel de Oliveira - Werk: Auszüge aus Gedichten
- 1961: Rei Sebastião (Fernsehfilm) - Werk: Drama El-Rei Sebastião von 1949
- 1957: Três Máscaras (Fernsehfilm) - Werk: gleichnamiges Drama von 1940 (erste Version) bzw. 197 (zweite Version)

Zudem beriet er Manoel de Oliveira beim Drehbuch zu Der Leidensweg Jesu in Curalha (Acto da Primavera, 1962).